# Sete Gibernau
Manuel Gibernau Bultó, ismertebb nevén Sete Gibernau (Barcelona, 1972. december 15. –) spanyol motorversenyző, egyben az egyik legsikeresebb, aki sosem nyert világbajnoki címet.
Valentino Rossi, Casey Stoner után a második legkeményebb riválisának nevezte.

## Karrierje

### Kezdetek
Gibernau édesapja Francisco Xaiver Bultó, a ma már megszűnt Bultaco gyár megalapítója. A kis Sete gyermekkorában a Bultacóval nagybátyja, Paco is versenyzett.
Miután többféle sportot kipróbált, a motorozáson belül is, végül a gyorsasági motorozás mellett maradt. A MotoGP előtt spanyol, valamint katalán bajnok is volt, és az Európa-bajnokságon is részt vett. A világbajnokságon 1992-ben mutatkozott be, a negyedliteresk között, szabadkártyásként, hazai versenyén, a spanyol nagydíjon. Első versenyén sikerült célba érnie, huszonhetedik lett.
Egészen 1995-ig csak szabadkártyásként indult, ezeken a versenyeken egyszer sem tudott pontot szerezni. Teljes szezonra szóló szerződést csak 1996-ra kapott, ugyancsak a negyedliteresek között. Első évében a korábbi világbajnok Wayne Rainey volt segítője. A negyedliteresek között csak egy évet töltött, 1997-ben máris a királykategóriában találta magát. Dobogóra először 1998-ban, a madridi nagydíjon tudott, alig lemaradva a győztes Carlos Checa mögött. Az áttörés 1998-ban jött el számára, amikor a HRC-Hondánál a sérült világbajnokot, Mick Doohant kellett több versenyen keresztül helyettesítenie. Ez alatt az időszak alatt többször is dobogóra állhatott. A szezon végén ötödik helyen végzett, azonban ezt a jó teljesítményt 2000-ben nem tudta megismételni, nagyrészt a motor megbízhatósági problémái miatt.

### A legsikeresebb évek
A következő szezonban a Suzukihoz szerződött. Bár kétszer is kiállni kényszerült, a többi versenyen stabil pontszerző volt, továbbá az esős valenciai nagydíjon megszerezte pályafutása első győzelmét. A szezont a kilencedik helyen zárta 119 ponttal. 2002-ben ismét a Suzukinál versenyzett, azonban ez az idénye katasztrofálisan sikerült számára, ugyanis hatszor is kiesett, egyszer pedig nem pontszerző helyen ért célba. Az év végén mindössze tizenhatodik lett 51 ponttal.
2003 nagy áttörés volt számára, ugyanis Fausto Gresini csapatához, a Gresini Racinghez szerződött. A szezon egy tragikus halálesettel indult, ugyanis csapattársa, Kató Dajdzsíró rögtön a szezonnyitó japán nagydíjon életét vesztette. Gibernau az iránta érzett tiszteletből felragasztatta Kató legendás, 74-es rajtszámát is az övé mellé. A következő versenyt, a spanyol nagydíjat ezután rögtön megnyerte, és bár ezt követően kiesett, később már csak mindössze négyszer nem tudott felállni a dobogóra. A szezont a második helyen zárta Rossi mögött, 277 pontja a második legtöbb, amivel nem sikerült világbajnoki címet nyerni (első Dani Pedrosa 332 ponttal 2012-ből).
2004 elején Rossi egy mindenkit meglepő bejelentést tett, eszerint a Yamahához szerződik. Ezután a bejelentés után előzetesen Gibernaut kiáltották ki a legnagyobb esélyesnek. Az évet ennek megfelelően kezdte, első hat versenyén egyaránt dobogóra állhatott, ebből kétszer nyerni tudott. Hat verseny után azonos pontszámmal álltak Rossival a tabella élén, majd következett a brazil nagydíj. Itt történt karrierjük egyik legvitatottabb esete. A versenyen Gibernau gyengén rajtolt, azonban folyamatosan zárkózott fel, és már Rossit támadta, amikor összeütköztek. A baleset következtében mindketten kiestek. Később, a katari nagydíjon ismét összeütköztek egymással, ám ekkor az időmérő edzésen. Ekkor egyértelműen Rossi volt a baleset okozója, és mivel ezzel nemcsak Gibernaut, de Max Biaggit is hátráltatta, a többi csapat közbenjárására Rossit a rajtrács végére sorolták. A versenyt végül Gibernau nyerte, mint később kiderült, ez volt karrierje utolsó győzelme.

### Visszaesés
2005-re még maradt a Gresininél, azonban ekkortól kezdve nem tudta megismételni előző két évben nyújtott teljesítményét. Bár négyszer is, köztük a szezonnyitón is a második helyen végzett, valamint ötször a pole pozícióból indulhatott, hétszer is kiesett, így csak a hetedik helyen végzett 150 ponttal.

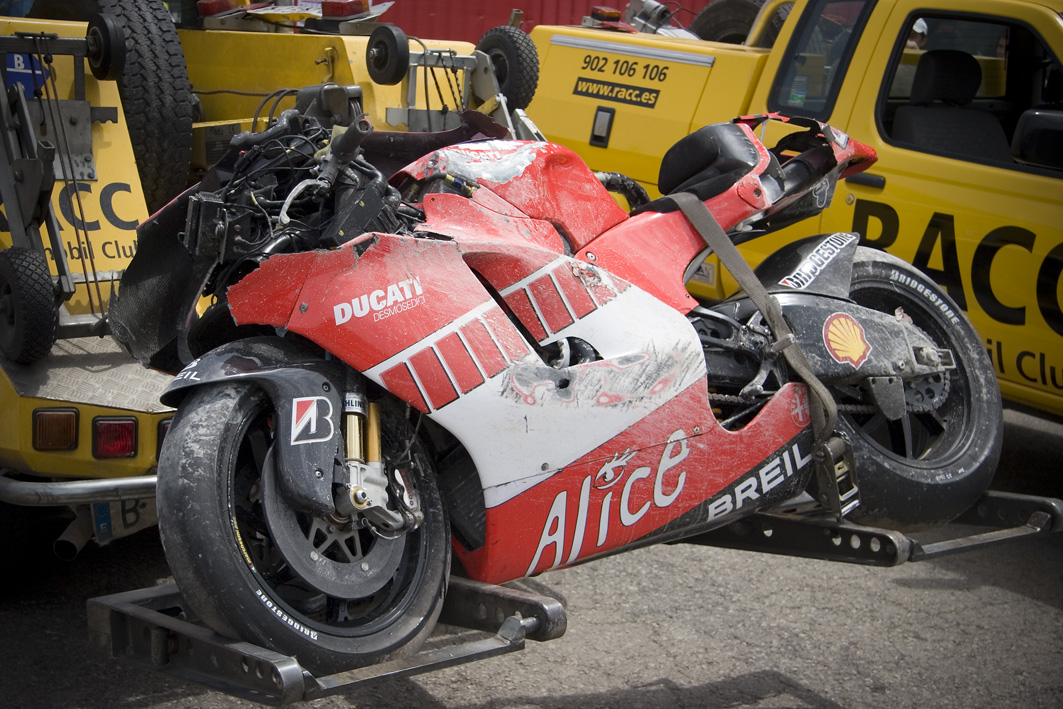
Gibernau motorjának maradványai a 2006-os katalán nagydíj után

2006-ra a gyári Ducati csapatához szerződött. Ez az év újabb visszalépés volt számára. Legjobb eredménye egy pole pozíció volt, dobogóra pedig már egyszer sem sikerült felállnia. Négy versenyt is kihagyott kisebb-nagyobb sérülések miatt, valamint háromszor kiesett, így csak tizenharmadik lett 95 ponttal.
Ebben az évben, a katalán nagydíjon szenvedte el pályafutása legnagyobb sérülését. A pálya elején, egy gyors jobbkanyarban közel 200 km/órás sebességnél esett el, motorja pedig épphogy nem esett rá. A baleset következtében 6 versenyző került a pálya szélére, ebből 5 kiesett, Gibernaun kívül pedig még két versenyzőt a pályakórházba kellett szállítani. A versenyt ekkor le kellett állítani. Később, mint kiderült, Gibernaunak a csuklója és egy másik csontja törött el, ugyancsak a kezében, a gyorsabb gyógyulást fémdarabokkal segítették elő.

### Visszavonulása
2006 év végén bejelentették, hogy a Ducati csapata leszerződtette Casey Stonert, így Gibernau csapat nélkül találta magát. Bár a Kawasaki szerette volna leszerződtetni, ő ezt nem fogadta el, inkább úgy döntött, visszavonul.

### Visszatérése
2008-ban, néhány teszt erejéig visszatért a versenypályára, ekkor többször is gyári Ducatit tesztelt, a csapat hivatalos tesztpilótájával, Vittoriano Guareschivel együtt. Bár Gibernau mindössze pár tizeddel maradt el a legjobbaktól, a Ducati csapatfőnöke, Livio Suppo kijelentette, nem fogják őt szerződtetni, bár korábban voltak olyan pletykák, hogy talán ő kerül a teljesen versenyképtelen Marco Melandri helyére. Mugellóban egy alkalommal 1:48.9-et is futott, ez az az évi olasz nagydíjon a hetedik rajtpozíciót jelentette volna.
Néhány hónappal később bejelentették, hogy 2009-ben egy új csapat, az Onde 2000 egyetlen versenyzője lesz, melynek csapatfőnöke Ángel Nieto lesz. Mivel korábbi rajtszáma, a 15 már foglalt volt (Alex de Angelis versenyzett ezzel a számmal), így kénytelen volt új rajtszámot választania magának. A választás végül az 59-esre esett, ugyanis apja cége, a Bultaco 1959-ben adta el első motorját.
Új csapatával télen kezdte a tesztelést. Első tesztjén a 14. helyen végzett a 18 résztvevőből, mintegy 2 másodperccel elmaradva a győztes Casey Stonertől. A legközelebbi teszten a 14 résztvevőből a kilencedik helyen zárt.
2009-ben, mint később kiderült, csak a szezon első felében indulhatott, ugyanis a csapat az amerikai nagydíj után bejelentette, hogy kiszáll a sorozatból. A hat versenyből, amelyen részt vett, kettőt sérülés miatt ki kellett hagynia.

### Második visszatérése
Egy évtizednyi visszavonulás után Gibernau másodszor is visszatért 46 évesen, amikor megerősítette, hogy a vadonatúj, elektromos MotoE-világkupában fog versenyezni a Pons Racing csapatával 2019-ben. Az széria történetének első versenyén, Németországban a 9. helyen végzett. A második fordulóban, Ausztriában a 6. pozícióban intették le, miután a 12. helyről kezdve rajtolt. A San Marinó-i második futamon kiesett egy baleset után. Az ezt követő, valenciai évadzárókon is pontokat hozott.
Miután a 2020-as évadra nem kapott szerződést, harmadszorra is visszavonult a profi versenyzéstől.

## Teljes MotoGP-eredménylistája
(Táblázat értelmezése)

(Félkövér: pole-pozícióból indult; dőlt: leggyorsabb kört futott) 

| Év   | Géposztály | Motor    | Csapat              | 1      | 2      | 3      | 4       | 5       | 6      | 7      | 8       | 9       | 10     | 11     | 12      | 13     | 14     | 15     | 16     | 17      | Helyezés | Pont |
| ---- | ---------- | -------- | ------------------- | ------ | ------ | ------ | ------- | ------- | ------ | ------ | ------- | ------- | ------ | ------ | ------- | ------ | ------ | ------ | ------ | ------- | -------- | ---- |
| 1992 | 250 cm³    | Yamaha   |                     | JPN    | AUS    | MAL    | SPA 27  | ITA     | EUR    | GER    | NED     | HUN     | FRA    | GBR    | BRA     | RSA    |        |        |        |         | HN       | 0    |
| 1993 | 250 cm³    | Yamaha   |                     | AUS    | MAL    | JPN    | SPA     | AUT     | GER    | NED    | EUR     | RSM     | GBR    | CZE    | ITA     | USA    | FIM Ki |        |        |         | HN       | 0    |
| 1994 | 250 cm³    | Yamaha   |                     | AUS    | MAL    | JPN    | SPA     | AUT     | GER    | NED    | ITA     | FRA     | GBR    | CZE    | USA     | ARG    | EUR 21 |        |        |         | HN       | 0    |
| 1995 | 250 cm³    | Honda    |                     | AUS    | MAL    | JPN    | SPA     | GER     | ITA    | NED    | FRA     | GBR     | CZE    | BRA    | ARG     | EUR Ki |        |        |        |         | HN       | 0    |
| 1996 | 250 cm³    | Honda    |                     | MAL Ki | INA 17 | JPN 20 | SPA 11  | ITA 24  | FRA Ki | NED Ki | GER 19  | GBR 11  | AUT 18 | CZE 14 | IMO 18  | CAT Ki | BRA 8  | AUS Ki |        |         | 22.      | 20   |
| 1997 | 500 cm³    | Yamaha   | Yamaha Team Rainey  | MAL 9  | JPN Ki | SPA 9  | ITA 9   | AUT Ki  | FRA 13 | NED 19 | IMO 11  | GER 7   | BRA Ki | GBR Ki | CZE Ki  | CAT Ki | INA 8  | AUS 6  |        |         | 13.      | 56   |
| 1998 | 500 cm³    | Honda    | Honda-HRC           | JPN 10 | MAL Ki | SPA 12 | ITA 14  | FRA 10  | MAD 3  | NED Ki | GBR Ki  | GER 6   | CZE 8  | IMO 4  | CAT 4   | AUS Ki | ARG 9  |        |        |         | 11.      | 72   |
| 1999 | 500 cm³    | Honda    | Honda-HRC           | MAL 10 | JPN 5  | SPA 3  | FRA 4   | ITA 6   | CAT 3  | NED 3  | GBR Sér | GER 9   | CZE 10 | IMO 10 | VAL 9   | AUS 6  | RSA 2  | BRA 5  | ARG 6  |         | 5.       | 165  |
| 2000 | 500 cm³    | Honda    | Honda-HRC           | RSA Ki | MAL 7  | JPN Ki | SPA Ki  | FRA 15  | ITA 10 | CAT Ki | NED 7   | GBR 11  | GER 10 | CZE 8  | POR Ki  | VAL 8  | BRA 7  | PAC 12 | AUS Ki |         | 15.      | 72   |
| 2001 | 500 cm³    | Suzuki   | Suzuki GP           | JPN Ki | RSA 10 | SPA 10 | FRA 6   | ITA 5   | CAT 5  | NED 7  | GBR 11  | GER 10  | CZE 8  | POR Ki | VAL 1   | PAC 9  | AUS 9  | MAL 8  | BRA 12 |         | 9.       | 119  |
| 2002 | MotoGP     | Suzuki   | Suzuki MotoGP       | JPN Ki | RSA 16 | SPA 9  | FRA 12  | ITA Ki  | CAT Ki | NED Ki | GBR 6   | GER Ki  | CZE 4  | POR Ki | BRA 8   | PAC Ki | MAL 14 | AUS 12 | VAL 13 |         | 16.      | 51   |
| 2003 | MotoGP     | Honda    | Gresini Racing      | JPN 4  | RSA 1  | SPA Ki | FRA 1   | ITA 7   | CAT 3  | NED 1  | GBR 2   | GER 1   | CZE 2  | POR 4  | BRA 2   | PAC 4  | MAL 2  | AUS 4  | VAL 2  |         | 2.       | 277  |
| 2004 | MotoGP     | Honda    | Gresini Racing      | RSA 3  | SPA 1  | FRA 1  | ITA 2   | CAT 2   | NED 2  | BRA Ki | GER Ki  | GBR 3   | CZE 1  | POR 4  | JPN 6   | QAT 1  | MAL 7  | AUS 2  | VAL 4  |         | 2.       | 257  |
| 2005 | MotoGP     | Honda    | Gresini Racing      | SPA 2  | POR Ki | CHN 4  | FRA 2   | ITA Ki  | CAT 2  | NED 5  | USA 5   | GBR Ki  | GER 2  | CZE Ki | JPN Ki  | MAL Ki | QAT 5  | AUS 5  | TUR 4  | VAL Ki  | 7.       | 150  |
| 2006 | MotoGP     | Ducati   | Ducati Corse        | SPA Ki | QAT 4  | TUR 11 | CHN 9   | FRA 8   | ITA 5  | CAT Ki | NED Sér | GBR Sér | GER 8  | USA 10 | CZE Sér | MAL 5  | AUS 4  | JPN 4  | POR Ki | VAL Sér | 13.      | 95   |
| 2009 | MotoGP     | Ducati   | Onde 2000           | QAT 13 | JPN Ki | SPA 11 | FRA Sér | ITA Sér | CAT 15 | NED 13 | USA Ki  | GER     | GBR    | CZE    | IND     | SMR    | POR    | AUS    | MAL    | VAL     | 19.      | 12   |
| 2019 | MotoE      | Energica | Join Pons 40 Racing | GER 9  | AUT 6  | RSM1 9 | RSM2 Ki | VAL1 11 | VAL2 7 |        |         |         |        |        |         |        |        |        |        |         | 11.      | 38   |